# Chiasmocleis gnoma
Chiasmocleis gnoma é uma espécie de anfíbio da família Microhylidae.
É endémica do Brasil.
Os seus habitats naturais são: florestas subtropicais ou tropicais húmidas de baixa altitude, marismas intermitentes de água doce e plantações .
Está ameaçada por perda de habitat.